# ピーター・マスターソン
ピーター・マスターソン（Peter Masterson, 本名：Carlos Bee Masterson Jr.、1934年6月1日 - 2018年12月18日）は、アメリカ合衆国の俳優、映画監督。
ヒューストン出身。ライス大学で歴史学を学び、卒業後にニューヨーク・マンハッタンに移りステラ・アドラーのもとで演技を学ぶ。
ブロードウェイで舞台に立ったのを皮切りに俳優として活動、1985年に映画『バウンティフルへの旅』で映画監督デビュー、数本の映画を制作した。
1960年に女優のカーリン・グリンと結婚、娘のメアリー・スチュアート・マスターソンも女優。
2018年12月18日、ニューヨーク州キンダーフックの自宅で転倒して死去。84歳。14 年前にパーキンソン病の診断を受けていた。

## 主な作品

### 出演
- 復讐戦線 Ambush Bay (1966)
- デス・バレー・デイズ Death Valley Days (1966) テレビドラマ、1エピソード
- 夜の大捜査線 In the Heat of the Night (1967)
- 誇り高き戦場 Counterpoint (1967)
- NYPD 特捜刑事 N.Y.P.D. (1968) テレビドラマ、1エピソード
- レッド・バロン Von Richthofen and Brown (1971)
- 署長マクミラン McMillan and Wife (1972) テレビドラマ、1エピソード
- エクソシスト The Exorcist (1973)
- ステップフォードの妻たち The Stepford Wives (1975)
- Ryan's Hope (1977) テレビドラマ、2エピソード
- ロッキーヒルの魔女たち Witchfire (1985)
- 友よ、風に抱かれて Gardens of Stone (1987)

### 出演以外
- ミッキー・ローク/ロサンゼルス美女連続殺人 City in Fear (1980) 原案
- テキサス1の赤いバラ The Best Little Whorehouse in Texas (1982) 脚本
- バウンティフルへの旅 The Trip to Bountiful (1985) 監督
- ブルーウォーターで乾杯 Full Moon in Blue Water (1988) 監督
- ナイト・ゲーム/殺意のスタジアム Night Game (1989) 監督
- ブラッド・レッド/復讐の銃弾 Blood Red (1989) 監督
- 旅立ちの季節 Convicts (1991) 監督
- ルトガー・ハウアー 処刑脱獄 Arctic Blue (1993) 監督
- イン・マイ・ライフ The Only Thrill (1997) 監督、製作総指揮
- メッセージ・オン・ザ・バルーン 風の便箋 Mermaid (2000) 監督
- ロスト・ジャンクション/疑惑の人妻 Lost Junction (2003) 監督
- ウィスキー・スクール Whiskey School (2005) 監督